# برآوردگر نسبت
برآوردگر نسبت (به انگلیسی: Ratio estimator) یک برآوردگر آماری برای نسبت میانگین دو متغیر تصادفی است. برآورد نسبت‌ها سوگیرانه هستند و زمانی که در کارهای آزمایشی یا پیمایشی استفاده می‌شوند باید اصلاحاتی انجام شود. برآوردهای نسبت نامتقارن هستند و آزمون‌های متقارن مانند آزمون t نباید برای ایجاد فاصله اطمینان استفاده شوند.